# غيورغي سوتش
غيورغي سوتش (بالمجرية: Szűcs György)‏ (23 أبريل 1912 – 10 ديسمبر 1991) لاعب كرة قدم مجري راحل كان يجيد اللعب في خط الوسط.
لعب طوال مسيرته الرياضية في نادي أويبست (1932-1940).
مثل منتخب المجر في 25 مباراة (1934-1939). شارك مع منتخب المجر في بطولة كأس العالم 1934 في إيطاليا حيث خرج من الدور الربع النهائي وفي بطولة كأس العالم 1938 في فرنسا حيث احتل المركز الثاني.
تولى تدريب أندية سالغوتارياني (1955-1958) دوروغي بانياس (1958-1960) سياك (1960-1962) ديبريسيني (1964-1965) سالغوتارياني (1965) منتخب إيران (1966-1967) تاتابانيا (1968-1969) سيول أك (1971-1972).

## وصلات خارجية
- غيورغي سوتش على موقع الاتحاد الدولي (مؤرشف)  (الإنجليزية)
- غيورغي سوتش على موقع قاعدة بيانات كرة القدم.إي يو (الإنجليزية)
- غيورغي سوتش على موقع ناشيونال فوتبول تيمز (الإنجليزية)

- سيرة ذاتية